# Schlegels fluiter
De Schlegels fluiter (Pachycephala schlegelii) is een zangvogel uit de familie Pachycephalidae (dikkoppen en fluiters). Deze vogel is genoemd naar de voor het Rijksmuseum van Natuurlijke Historie werkzame Duitse ornitholoog Hermann Schlegel.

## Verspreiding en leefgebied
Deze soort is endemisch in de bergen van Nieuw-Guinea en telt twee ondersoorten:
- P. s. schlegelii: noordwestelijk Nieuw-Guinea.
- P. s. obscurior: van westelijk-centraal tot zuidoostelijk Nieuw-Guinea.

## Status
De grootte van de populatie is niet gekwantificeerd maar de soort wordt omschreven als algemeen tot zeer talrijk op grotere hoogtes en schaars lagere hoogtes. Op de Rode lijst van de IUCN heeft deze soort de status niet bedreigd.